# Michał Łesiów
Michał Łesiów ukr. Михайло Лесів (ur. 3 maja 1928 we wsi Huta Stara w powiecie buczackim województwa tarnopolskiego  – zm. 15 lipca 2016 w Olsztynie) – polski filolog i językoznawca pochodzenia ukraińskiego, twórca slawistyki i ukrainistyki lubelskiej.

## Życiorys
Urodził się w nieistniejącej już dziś wsi w gminie Monasterzyska. Jego ojciec, Jakub, był Ukraińcem, mama, Marianna zd Bielawska, Polką. W 1946 po śmierci ojca, który rok wcześniej zginął na froncie, wyjechał wraz z rodziną na Ziemie Zachodnie, osiedlając się we wsi Zielin w ówczesnym województwie szczecińskim. W Gryfinie uzyskał tzw. „małą maturę” (1948), natomiast w Niższym Seminarium Duchownym w Gorzowie Wielkopolskim „dużą maturę” (1950) oraz maturę państwową. Absolwent polonistyki (1955) na Katolickim Uniwersytecie Lubelskim (mgr – Gwara mieszkańców wsi Huta Stara w byłym powiecie buczackim; promotor: Tadeusz Brajerski). Od 1956 był pracownikiem Katedry Języka Polskiego UMCS. Doktorat uzyskał w 1962 na Wydziale Filologicznym Uniwersytetu Warszawskiego (Język dramatów zachodnioukraińskich XVII-początek XVIII wieku). Promotorem pracy był Leon Kaczmarek. W 1969 został docentem. Habilitację uzyskał w 1973 na podstawie pracy Terenowe nazwy własne Lubelszczyzny. W 1983 otrzymał tytuł naukowy profesora. W latach 1969–1991 był kierownikiem Zakładu Filologii Rosyjskiej (następnie Zakładu Języka Rosyjskiego) oraz w latach 1992–1998 Zakładu Filologii Ukraińskiej. W okresie 1973–1976 był dyrektorem Instytutu Filologii Rosyjskiej i Słowiańskiej UMCS. W latach 1981–1984 był Dziekanem Wydziału Humanistycznego UMCS. Od 1981 był ponownie związany z Katolickim Uniwersytetem Lubelskim (prowadził zajęcia zlecone). Od 1990 roku zatrudniony na KUL jako profesor nadzwyczajny. W latach 1989–1998 kierował Sekcją Filologii Słowiańskiej KUL, będąc jednocześnie kierownikiem Katedry Języków Słowiańskich KUL.
W 1973 prowadził wykłady na Harvard University. Z kolei w 1986 był visiting professor na Uniwersytecie Minnesota w Minneapolis.
Jego badania naukowe dotyczyły dialektologii, onomastyki, historii języka, folklorystki oraz współczesnego języka rosyjskiego i ukraińskiego. Szczególną wagę przykładał do badań terenowych nad gwarami Lubelszczyzny oraz nazwami terenowymi. Zajmował się też pograniczem polsko-ukraińskim, a zwłaszcza folklorem, czego świadectwem są liczne edycje twórczości ludowej zwłaszcza z regionu lubelskiego. Był promotorem 20 doktorów oraz blisko 600 magistrów filologii rosyjskiej, ukraińskiej i słowiańskiej.
Pochowany został na cmentarzu komunalnym przy ul. Poprzecznej w Olsztynie.

## Członkostwo w towarzystwach naukowych
Michał Łesiów był członkiem: Komitetu Słowianoznawstwa PAN, od 2000 był przewodniczącym) Komisji Polsko-Ukraińskich Związków Kulturowych przy Oddziale PAN w Lublinie, członkiem Ukraińskiej Wolnej Akademii Nauk w USA, Lubelskiego Towarzystwa Naukowego, Polskiego Towarzystwa Językoznawczego, Towarzystwa Miłośników Języka Polskiego, Międzynarodowej Asocjacji Ukrainistów, Towarzystwa Naukowego im. T. Szewczenki, Stowarzyszenia Twórców Ludowych, Południowo-Wschodniego Instytutu Naukowego w Przemyślu. Wchodził też w skład Rady Naukowej Instytutu Europy Środkowo-Wschodniej w Lublinie.

## Nagrody i odznaczenia
- Krzyż Oficerski Orderu Odrodzenia Polski
- Krzyż Kawalerski Orderu Odrodzenia Polski
- Złoty Krzyż Zasługi
- Medal „Pro Ecclesia et Pontifice”
- Medal Komisji Edukacji Narodowej
- Medal „Memoriał iustorum”

## Życie prywatne
Ożeniony w 1955 r. z Marią, mieli dwoje dzieci: Hannę i Romana. Jego młodsza siostra, Teresa była siostrą zakonną w zgromadzenia elżbietanek. 

## Upamiętnienie
Michał Łesiów jest patronem działającej od 2022 Ukraińskiej Szkoły Sobotniej w Lublinie. Ponadto w listopadzie 2022 na KUL-u odsłoniętą tablicę pamiątkową dedykowaną Michałowi Łesiowowi.

## Wybrane publikacje
- Paulina Hołyszowa, Nasze wesele, wstęp i oprac. Michał Łesiów, Lublin: Wydawnictwo Lubelskie 1966.
- Walenty Kunysz, Wesele kraczkowskie, wstęp i oprac. Michał Łesiów, Lublin: Wydawnictwo Lubelskie 1968.
- Terenowe nazwy własne Lubelszczyzny, Lublin: Wydawnictwo Lubelskie 1972.
- Paulina Hołyszowa, O grudko mojej ziemi, wybór, oprac. i posłowie Michała Łesiowa, Warszawa: Ludowa Spółdzielnia Wydawnicza 1976.
- Współczesne podania ludowe, wybór, wstęp i oprac. Michał Łesiów, Lublin: Wyd. Lubelskie 1982.
- Stepan Sidoruk, Nad Bugom, uporjadkuvannaja i vstupne slovo Michailo Lesiv, Varšava: Ukrains’ke Suspil’no-Kul’turne Tovaristvo 1983.
- Wacław Lipowski, Puszczy granie, wybór i posł. Michał Łesiów, Lublin: Wyd. Lubelskie 1983.
- Cudowny bijak: bajki ludowe współcześnie pisane, wybór, wstęp i oprac. Michał Lesiów, Warszawa: Ludowa Spółdzielnia Wydawnicza 1984.
- Jadwiga Wichracka, Opowiadania ludowe, wybór, oprac., słowo wstępne Michał Łesiów, Lublin: Wyd. Lubelskie 1984.
- Nad ołtarzem pól: antologia religijnej poezji ludowej Lubelszczyzny, wybór i słowo wstępne Michał Łesiów, Lublin: Wyd. Kurii Biskupiej 1986.
- Słownictwo języków słowiańskich w aspekcie porównawczym: materiały Sesji Naukowej w Lublinie w dniach 4–5 listopada 1983 r. z okazji 20-lecia rusycystyki lubelskiej, Lublin: UMCS 1987.
- Jan Król, Biją dzwony, wybór i wstęp Michał Łesiów, Lublin: Wyd. Lubelskie 1988.
- Władysław Koczot, Z pól i łąk, wybór, oprac., posł. Michał Łesiów, Warszawa: Ludowa Spółdzielnia Wydawnicza 1990.
- Ukraina wczoraj i dziś, Lublin: UMCS 1994 (wyd. 2 – 1995).
- Škìl’na gramatika ykraïns’koï movi, Warszawa: Wydawnictwa Szkolne i Pedagogiczne 1995.
- Studia z językoznawstwa słowiańskiego, pod red. Michała Łesiowa i Michała Sajewicza, Lublin: UMCS 1995.
- Ukraïns’kì govìrki u Pol'ščì, Varšava: „Archiwum Ukraińskie”, 1997.
- Rola kulturotwórcza ukraińskiej cerkwi greckokatolickiej, Lublin: Wyd. Uniwersytetu Marii Curie-Skłodowskiej 1999 (wyd. 2 – 2001).
- Z badań nad polsko-ukraińskimi powiązaniami językowymi, pod red. Dmytra Buczki, Michała Łesiowa, Lublin: Wyd. KUL 2003.
- Mikrotoponimia na pograniczach językowo-kulturowych: materiały z XVII Konferencji Podlaskiej, red. Michał Łesiów, Marek Olejnik, Lublin: Wydawnictwo Uniwersytetu Marii Curie-Skłodowskiej 2005.
- (współautor: Marek Melnyk), O Ukrainie: prawie wszystko!?, Olsztyn: Katedra Aksjologicznych Podstaw Edukacji. Uniwersytet Warmińsko-Mazurski 2011.
- Recensio pro pročitanì knižki ta ïh avtorìv, zìbr. ì do dr. pìdg. Volodimir Pilipovič, peredm. napisav Marko Mel’nik, Peremišl’: Tovaristvo „Ukraïns’kij narodnij dìm” 2012.
- Moï movnì poradi: stattì ì dìâlogi z čitačami, do dr. pìdgat. Volodimir Pilipovič, Peremišl’: Tovaristvo „Ukraïns’kij narodnij dìm” 2015.
- Ukraïns’ka lìteraturna mova XVII-XVIII stolìt’: zìbranì pracì, peredmovu napisav Mìhael’ Mozer ; zìbrav ì do druku pìdgotuvav Volodimir Pilipovič, Peremišl’: Tovaristvo „Ukraïns’kij narodnij dìm” 2016.